# アントワーヌ・ドワネル
アントワーヌ・ドワネル（Antoine Doinel）は、1959年の『大人は判ってくれない』以来のフランソワ・トリュフォー監督の一連の映画の主人公の名前で、どれもジャン＝ピエール・レオが演じた。

## 概要
フランソワ・トリュフォー監督の最初の長編映画『大人は判ってくれない』の成功で一躍「ヌーヴェルヴァーグ」の旗手として知られるようになる。このヒットに続き、いわゆる「アントワーヌ・ドワネルの冒険」シリーズ（「アントワーヌ・ドワネルもの」とも）を次々と発表する。
『夜霧の恋人たち』（1968）は、アントワーヌとクリスティン・ダーボン（クロード・ジャド）の愛を描いている。 『家庭』（1970）では、アントワーヌとクリスティーヌ・ドイネルは結婚している。そして、アントワーヌとクリスティンの3部作は、1979年に『逃げ去る恋』で終わる。
名前の由来はシナリオ集「アントワーヌ・ドワネルの冒険」（1970年）の序文にある（『トリュフォー　最後のインタビュー』pp.151-153所収）。自分で考えたつもりだったが、尊敬するジャン・ルノワール監督の秘書ジネット・ドワネルの姓をいただいたものではないかと指摘されて驚いたという。
「教養小説」のように一人の男の少年から青年に至る人生を映画で同じ監督が同じ俳優で製作するのは稀有である。。

## アントワーヌ・ドワネルの冒険
- 大人は判ってくれない Les Quatre cents coups（1959年）
- アントワーヌとコレット/二十歳の恋 L'Amour à vingt ans / Antoine et colette（1962年オムニバス『二十歳の恋』の一篇）
- 夜霧の恋人たち Baisers volés（1968年）
- 家庭 Domicile conjugal（1970年）
- 逃げ去る恋 L'Amour en fuite（1979年）